# Rosa 'Hidalgo'
'Hidalgo' (el nombre del obtentor registrado de 'MEItulandi'®.), es un cultivar de rosa que fue conseguido en Francia en 1979 por la rosalista francesa Marie-Louise (Louisette) Meilland.

## Descripción
'Hidalgo' es una rosa moderna cultivar del grupo arbusto Híbrido de té.
El cultivar procede del cruce de Semillas : ('Queen Elizabeth' x 'Karl Herbst' x ('Lady' x 'Pharaoh') y Polen : 'Papa Meilland'® × 'Papa Meilland'®.
Las formas arbustivas del cultivar tienen porte erguido y alcanza de 90 a 120 cm de alto con 60 a 120 cm de ancho. Las hojas son grandes de color verde oscuro y brillante.
Sus delicadas flores de color rojo. Fragancia fuerte. Rosa de diámetro medio de 3" 30 pétalos. La flor con forma amplia, plena 21 a 30 pétalos, generalmente en flor destacada. Capullos altos centrados. 
Florece en oleadas a lo largo de la temporada. Primavera o verano son las épocas de máxima floración, si se le hacen podas más tarde tiene después floraciones dispersas.

## Origen
El cultivar fue desarrollado en Francia por la prolífica rosalista francesa Marie-Louise (Louisette) Meilland en 1979.
'Hidalgo' es una rosa híbrida tetraploide con ascendentes parentales de Semillas : ('Queen Elizabeth' x 'Karl Herbst' x ('Lady' x 'Pharaoh') y Polen : 'Papa Meilland'® × 'Papa Meilland'®.
El obtentor fue registrado bajo el nombre cultivar de 'MEItulandi'® por Marie-Louise (Louisette) Meilland en 1979 y se le dio el nombre comercial de exhibición 'Hidalgo'™.
También se le reconoce por los sinónimos de 'MEItulandi'® y 'Michel Hidalgo'.
- La rosa fue creada por Marie-Louise (Louisette) Meilland en Francia antes de 1979 e introducida en el resto de los Francia por "Meilland International" en 1979 como 'Hidalgo'.[1]

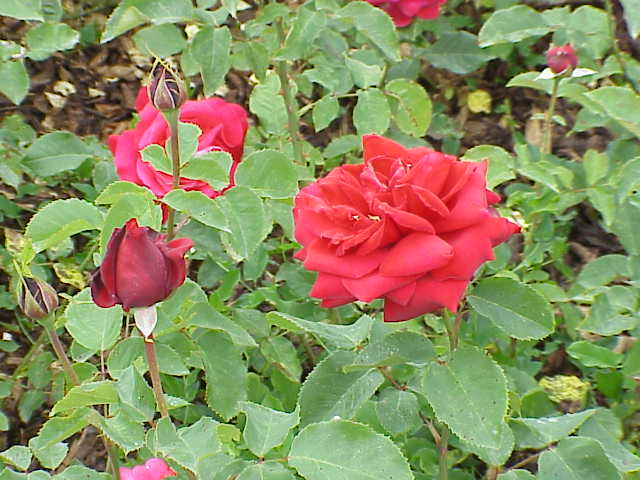
'Hidalgo'

## Cultivo
Aunque las plantas están generalmente libres de enfermedades, es posible que sufran de punto negro en climas más húmedos o en situaciones donde la circulación de aire es limitada.
Las plantas toleran la sombra, a pesar de que se desarrollan mejor a pleno sol. En América del Norte son capaces de ser cultivadas en USDA Hardiness Zones 7b a más cálida. La resistencia y la popularidad de la variedad han visto generalizado su uso en cultivos en todo el mundo.
Puede ser utilizado para las flores cortadas, jardín o paisaje. Vigorosa. En la poda de Primavera es conveniente retirar las cañas viejas y madera muerta o enferma y recortar cañas que se cruzan. En climas más cálidos, recortar las cañas que quedan en alrededor de un tercio. En las zonas más frías, probablemente hay que podar un poco más que eso. Requiere protección contra la congelación de las heladas invernales.